# Tony Drago
Tony Drago (* 22. September 1965 in Valletta) ist ein ehemaliger maltesischer Snooker- und Poolbillardspieler. Er war von 1985 bis 2016 mit einer Unterbrechung für insgesamt 30 Spielzeiten Profispieler auf der Snooker Main Tour. In dieser Zeit gewann er ein Event der Strachan Challenge 1993 und das Guangzhou Masters 1996 und erreichte unter anderem das Finale der International Open 1997 sowie Rang 10 der Snookerweltrangliste. Im Poolbillard siegte er unter anderem beim World Pool Masters 2003 und bei den French Open 2008 und wurde Vize-Europameister 2007 im 8-Ball.
Schon früh wurde der sehr schnell spielende Drago als großes Talent gehandelt, doch insbesondere seine fehlende Nervenstärke und sein aufbrausendes Temperament verhinderten, dass Drago zu einem der weltbesten Snookerspieler wurde. Trotzdem verbrachte er fast zwei Jahrzehnte in der erweiterten Weltspitze. Beginnend Mitte der 1980er-Jahre, rutschte Drago erst in der zweiten Hälfte der 2000er aus dieser heraus und verlor 2008 sogar wegen zu schlechter Leistungen seinen Profistatus. In dieser Zeit war er insbesondere im Poolbillard erfolgreich. Zwar schaffte er nach einem Jahr die Wiederqualifikation für die Snooker-Tour, doch die folgenden Jahre waren ein ständiger Kampf um den Erhalt des Profistatus. 2016 verlor er diesen endgültig. Nach der Rückkehr in seine Heimat Malta und gesundheitlichen Problemen spielt Drago nun bei Amateur- und vor allem bei Senioren-Turnieren Snooker.

## Karriere
Drago wurde 1965 in der maltesischen Hauptstadt Valletta geboren. Sein Großvater kam ursprünglich aus Italien. Bereits als kleines Kind entdeckte er den Billardsport und wurde durch seine Mutter ermutigt, diesen auf hohem Niveau aktiv auszuüben. Fürs Training schwänzte Drago regelmäßig auch die Schule. Am Anfang seiner Karriere fokussierte er sich insbesondere aufs Snooker, später kam auch das Poolbillard hinzu. Der Übersichtlichkeit halber sind Dragos Karrieren in diesen beiden Billardvarianten hier getrennt dargestellt.

### Snooker

#### Anfänge und Aufstieg auf Platz 10 der Weltrangliste
Anfang der 1980er-Jahre galt Drago bereits als einer der besten Snookerspieler Maltas und wurde als Teil einer maltesischen Auswahl bestimmt, die gegen eine Auswahl von Londoner Snookerspielern antreten sollte. Einer dieser Spieler, Vic Harris, entdeckte Dragos Potential. Mit Hilfe eines maltesischen Unternehmers sorgte Harris dafür, dass Drago nach London mitkommen konnte, um dort seine Fähigkeiten zu verbessern. 1984 kehrte er kurz nach Malta zurück, um die maltesische Snooker-Meisterschaft zu gewinnen. Daraufhin durfte er an der Amateurweltmeisterschaft teilnehmen, bei der er bis ins Achtelfinale kam. Des Weiteren wurde er zum professionellen Costa Del Sol Classic eingeladen, verlor aber direkt sein Auftaktspiel. 1985 wurde er noch maltesischer Vize-Meister, ehe er zur Saison 1985/86 Profispieler wurde.
Zu diesem Zeitpunkt war Dragos Name in der Snooker-Welt bereits bekannt. So durfte Drago bereits im Rahmen der Snookerweltmeisterschaft 1985, einige Monate vor dem Beginn seiner Profikarriere, zusammen mit dem sechsfachen Weltmeister Ray Reardon und John Virgo eine Exhibition-Session kurz vor dem WM-Finale spielen. Als Profi konnte der Malteser schnell Erfolge verbuchen, so eine Achtelfinalteilnahme beim Grand Prix 1985 und eine Viertelfinalteilnahme bei der UK Championship 1986. Eine Viertelfinalteilnahme bei der Snookerweltmeisterschaft 1988 sicherte Drago den Aufstieg auf Platz 20 der Weltrangliste. Weitere vergleichbare Ergebnisse in den folgenden Spielzeiten sicherten ihm kontinuierlich einen Platz in den Top 30. Bei Turnieren ohne Einfluss auf die Weltrangliste zog Drago in jener Zeit auch erstmals in Endspiele ein, er verlor aber sowohl beim Pontins Professional 1989 wie auch beim World Masters 1991. Zusätzlich erreichte er als Mitglied des Teams „Rest der Welt“ das Finale des World Cup 1989 ein, verlor aber auch dort.
Dank mehrerer überdurchschnittlicher Ergebnisse während der Saison 1992/93, darunter eine Finalteilnahme beim Einladungsturnier European Challenge und der Sieg beim dritten Event der Strachan Challenge 1993, wurde Drago Mitte 1993 wieder auf Platz 20 der Weltrangliste geführt. Abgesehen von weiteren Finalteilnahmen bei Einladungsturnieren, darunter der Sieg beim Guangzhou Masters 1996, belegte er dank mehrerer weiterer Viertelfinalteilnahmen bei Ranglistenturnieren in den folgenden drei Spielzeiten dauerhaft einen Platz in den Top 16. Da Drago seine Form bei den Ranglistenturnieren halten konnte und er bei den International Open 1997 erstmals auch ein Endspiel bei dieser Turnierart erreichte, stieg er im Laufe der nächsten zwei Saisons auf Rang 10 der Weltrangliste auf, der besten Platzierung seiner Karriere.

#### Langsamer Abstieg und Verluste des Profistatus
Danach verschlechterten sich Dragos Ergebnisse aber sukzessive und pendelten sich auf einem mittelmäßigen Niveau ein. Die Höhepunkte der folgenden sechs Spielzeiten waren Halbfinalteilnahmen beim German Masters 1998, bei den Irish Open 1998 und bei den European Open 2004. Zusätzlich gelang ihm bei der Benson and Hedges Championship 2002 zum einzigen Male in seiner Profikarriere ein Maximum Break (147 Punkte in einer Aufnahme). Zuvor hatte er beim Üben bereits ein Break von 149 Punkten erzielt (siehe Maximum Break#Sonderfall 16-Reds-Clearance). Nichtsdestotrotz reichten seine Ergebnisse stets für einen Platz in den Top 30 aus. Anschließend verschlechterten sich seine Ergebnisse aber weiter und Drago schied bei den meisten Turnieren noch in der Qualifikation aus. Auf der Weltrangliste rutschte er deshalb binnen vier Saisons auf Platz 73 ab, wodurch er nach 23 Spielzeiten am Stück seinen Profistatus verlor.

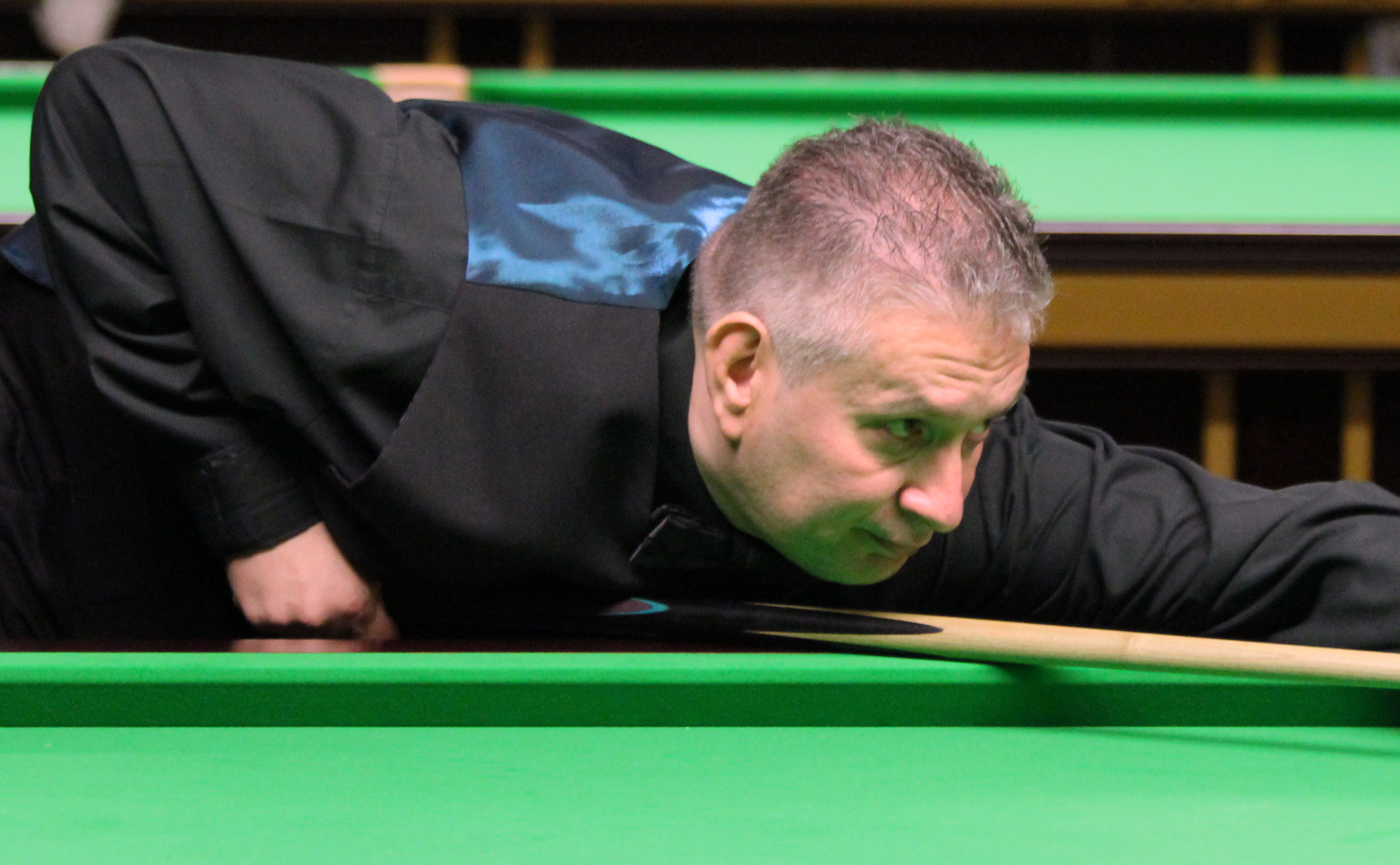
Drago beim Paul Hunter Classic 2012

Bereits während seiner Profikarriere hatte Drago regelmäßig an Amateurturnieren teilgenommen, unter anderem an den Dutch Open, am Paul Hunter Classic und seinen Vorläufern und am Snooker-Wettbewerb der World Games 2005. Nun musste er sich aber ganz auf Amateurturniere verlassen. Drago gelangen aber direkt Erfolge; während die Viertelfinalteilnahme bei der Europameisterschaft 2009 bereits ein Ausrufezeichen war, so war der Sieg bei den EBSA International Play-Offs äußerst wichtig, denn er qualifizierte Drago wieder für die Profitour. Das gleiche Unterfangen war ihm bei der Pontin’s International Open Series noch misslungen. Auch in den folgenden Jahren nahm er weiterhin an Amateurturnieren teil, insbesondere an den 3 Kings Open, bei denen er mehrfach das Endspiel erreichte.
In den nächsten drei Saisons waren Dragos Ergebnisse so gut, dass er einen sicheren Platz in den Top 64 der Weltrangliste hatte. Da er aber zum Saisonende 2010/11 die Top 64 mit Platz 65 knapp verfehlte, verlor er erneut seinen Profistatus. Als einer der zwei besten, nicht qualifizierten Profispieler aus Europa (neben Luca Brecel) gewährte ihm der Weltverband aber einen Profiplatz für zwei weitere Saisons. Da seine Ergebnisse aber weiterhin nicht für einen Platz in den Top 64 ausreichten, verlor er direkt danach seinen Profistatus wieder. Dank einiger guter Ergebnisse bei europäischen Turnieren der Players Tour Championship 2013/14 qualifizierte sich Drago aber über die European Tour Order of Merit für erneut zwei weitere Profisaisons. Zu dieser Zeit war er einer der ältesten Profispieler und trainierte insbesondere zusammen mit Michael Georgiou. Dennoch verbesserten sich seine Resultate keinesfalls, sodass er Mitte 2016 erneut den Profistatus verlor. Der Versuch der direkten Wiederqualifikation, diesmal über die Q School, misslang ihm diesmal.

#### Zurück auf der Amateurebene
Der Versuch der Wieder-Qualifikation über die Q School misslang ihm auch 2017. Beim Paul Hunter Classic 2017 nahm er zumindest an der Amateur-Qualifikation teil, danach zog er sich vom Profi-Snooker zurück. Im Sommer 2018 gab er offiziell bekannt, sämtliche Ambitionen hinsichtlich des Profistatus aufzugeben. Er wolle nach Malta zurückkehren und auf maltesischer Ebene sowie international bei Seniorenturnieren weiterhin mitspielen. Im selben Jahr erlitt Drago eine Herzinsuffizienz und musste im Folgenden einige Zeit im Krankenhaus verbringen. Derweil unterstützte er Alex Borg als Trainingspartner.
Zusammen mit Duncan Bezzina gewann er 2019 die Team-Europameisterschaft. Bereits 2015 hatte Drago zusammen mit Brian Cini den Titel des Vize-Europameisters für Malta geholt. Noch im selben Jahr gelang ihm eine Achtelfinalteilnahme bei der World Seniors Championship und eine Viertelfinalteilnahme bei der Senioren-Europameisterschaft. Daraufhin folgte eine Hauptrundenteilnahme bei den WSF Open 2020.

### Pool

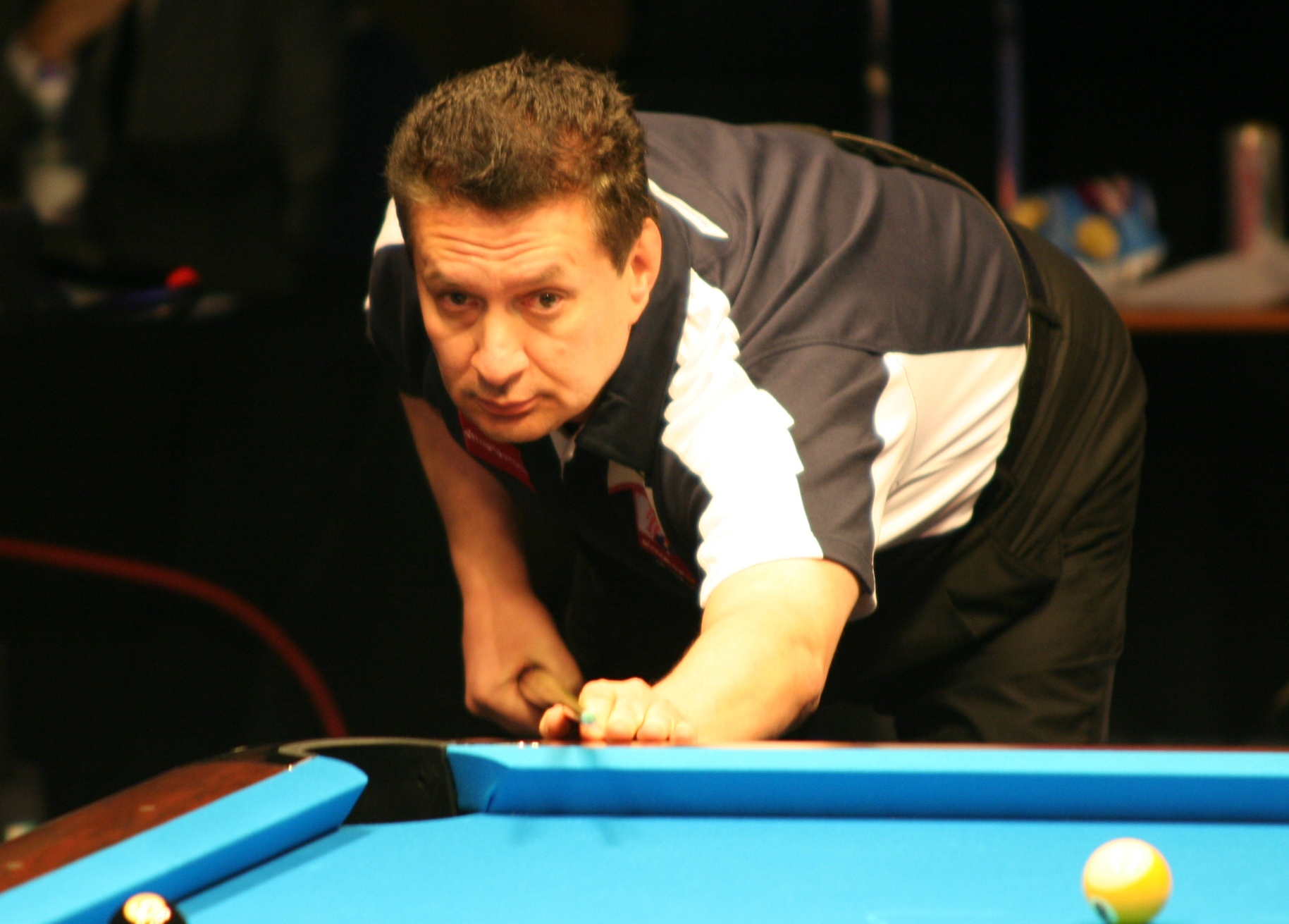
Drago beim Mosconi Cup 2008

Ab 1999 nahm Drago regelmäßig an professionellen Poolbillardturnieren teil, lange Zeit beschränkte er sich aber auf wenige Turniere: das World Pool Masters, das er 2003 gewinnen konnte, die World Pool League, bei der er 2005 bis ins Halbfinale kam, und die WPA-9-Ball-Weltmeisterschaft, bei der er sich bei der Ausgabe 2003 eine Bronze-Medaille holte. Zudem erreichte er das Finale der Austrian Open 2005. Danach folgten erfolgreiche Jahre, denn er erreichte zwischen 2006 und 2008 mehrere Endspiele. So gewann er unter anderem die French Open 2008 und die Predator International Championship 2008. Als Mitglied des europäischen Teams verbuchte er weitere Titelgewinne beim Mosconi Cup 2007 und beim Mosconi Cup 2008, wobei er 2007 auch als Most Valuable Player ausgezeichnet wurde. Weitere Endspiele verlor er, unter anderem das der Europameisterschaft 2007 im 8-Ball. Seine Erfolge im Jahr 2008 brachten Drago auf Platz 14 der Jahresrangliste.
In den folgenden Jahren konnte Drago weiterhin gute Ergebnisse erzielen. Regelmäßig schied er bei Turnieren erst im Halbfinale aus, nur zweimal erreichte er aber bis Ende 2014 Endspiel, das er auch jeweils verlor. Erst 2015 konnte er neben einem weiteren verlorenen Endspiel wieder ein Turnier gewinnen. Seitdem zog sich Drago aber weitgehend vom Poolbillard zurück und kehrte nur noch für wenige Turniere zurück, insbesondere für den World Cup of Pool.

## Spielweise
Drago gilt als ein sehr talentierter Spieler. Hervorgehoben wird insbesondere seine enorme Spielgeschwindigkeit, die ihm am Anfang seiner Karriere häufig Vergleiche mit Jimmy White einbrachte. Daher kommt auch sein gebräuchlichster Spitzname „The Tornado“. Drago selbst sieht den Ursprung seines Tempos in seinen Anfängen auf Malta, wo er in den Snookerhallen so schnell wie möglich gespielt habe, um in seiner gebuchten Zeit möglichst viele Frames spielen zu können. So hält Drago auch mehrere Geschwindigkeitsrekorde im Snooker: für das schnellste Century Break (in 3 Minuten und 31 Sekunden gegen John Higgins bei der UK Championship 1996), für den am schnellsten gewonnenen Frame (in 3 Minuten gegen Danny Fowler bei den International Open 1988) sowie den inoffiziellen Rekord für das schnellste gewonnene Spiel im Modus Best of 5 Frames (in 34 Minuten gegen Sean Lanigan beim zweiten Event der Strachan Challenge 1993), aber auch den Rekord für das schnellste Spiel im Modus Best of 17 Frames (in 81 Minuten gegen Joe O’Boye bei der UK Championship 1990). Diese Spielgeschwindigkeit ist gepaart mit einem offensiven Spielstil. Des Weiteren gehört das Lochspiel zu Dragos Stärken, wie auch das Breakbuilding. Beides hängt in gewissem Maße zusammen mit seinem schnellen Spielstil.
Generell gilt der charismatische Drago als einer der beliebtesten Snookerspieler. Bereits in den ersten Jahren seiner Profizeit war er öfters primär darauf aus, die Zuschauer zu unterhalten, beispielsweise durch gewagte Stöße. Allerdings gilt Drago als eine Art Hitzkopf. Dragos Schwachstellen sind seine fehlende Kontinuität, seine fehlende Nervenstärke und seine durch die Geschwindigkeit bedingte Fehleranfälligkeit. Häufig basieren seine Fehler auf einer suboptimalen Auswahl des nächsten Stoßes. Darüber hinaus produziert er regelmäßig Fehler beim Spiel mit dem Hilfsqueue. Jimmy White bezeichnete Drago in seiner Autobiografie als „einen der talentiertesten Spieler überhaupt“ und „fantastischen Spieler“, der es aber nie geschafft habe, sein volles Potential auszuschöpfen. Dies liege vor allem daran, dass manchmal sein Temperament mit ihm durchgehe.

## Erfolge
Drago konnte während seiner Karriere zahlreiche Endspiele erreichen, die er im Übrigen mehrheitlich verlor. Eine vollständige Übersicht über diese Finalteilnahmen bietet der Artikel Tony Drago/Erfolge.